# 松江由紀子
松江 由紀子（まつえ ゆきこ、1985年11月27日 - ）は日本のタレント。東京大学農学部卒。株式会社ナレッジパーク所属。2006年4月から2008年3月までフジテレビ『たけしのコマネチ大学数学科』に出演していた。

## 人物
- 5歳の頃からクラシックバレエ教室に通う。
- 桜蔭高校から東京大学理科二類に現役合格。
- 浜松に親の実家がある。
- 中学、高校ともに演劇部に所属していた。

### 略歴
- 身長 156cm
- 血液型 O型
- 出身高校　桜蔭高校
- 出身大学　東京大学農学部（2008年3月卒業）東京大学大学院農学生命科学研究科応用生命化学専攻分析化学研究室に在籍していた。

### 「コマ大数学科特別集中講座」より
- 特技は、ヴァイオリン、クラシックバレエ、テニスなど
- 「感情がかなり顔に出てしまうタイプ」
- 北野武の出演作や監督作品が大好き

## 主な出演作品

### テレビ
- フジテレビ『たけしのコマネチ大学数学科』2006年4月~2008年3月
- テレビ朝日『クイズプレゼンバラエティー Qさま!!』2007年8月13日

### その他
- 家庭教師のトライ『T-1グランプリ』一般投票部門1位